# Gavin Sheets
Gavin Crawford Sheets (Lutherville, 23 aprile 1996) è un giocatore di baseball statunitense, di ruolo esterno sinistro, che gioca per i San Diego Padres (MLB).
In precedenza, Sheets ha giocato anche con i Chicago White Sox, con cui nel 2021 ha debuttato nelle Majors.